# Luther – Kampf mit dem Teufel
Luther – Kampf mit dem Teufel ist eine Szenische Dokumentation aus dem Jahr 2007 des Regisseurs Günther Klein.

## Inhalt
Auf dem Reichstag in Worms wurde Luther vor dem Kaiser aufgefordert, seine Thesen zu widerrufen. Bekanntlicherweise widerrief er nicht. 
Am 4. Mai 1521, auf der Heimfahrt nach Wittenberg, wird Luther, zum Schutz vor seinen Häschern, auf die Wartburg entführt. Beinahe ein ganzes Jahr harrt Luther in seinem sicheren Versteck der Wartburg und damit in absoluter Isolation aus. Vor sich hinsinnend wird Luther ab und an vom Teufel geplagt. Doch schließlich rappelt Luther sich auf und übersetzt das Neue Testament ins Deutsche. Zu guter Letzt verlässt Luther die Wartburg, die Reformation setzt sich fort.

## Hintergrund
Die Dokumentation, welche von der Interscience Film GmbH hergestellt wurde, wurde im Rahmen der „Dokudrama-Reihe“ Giganten des ZDF erstmals am 27. Juni 2007 im TV ausgestrahlt.
Später wurde die Sendung aber auch außerhalb der Reihe mit dem Titel Martin Luther – Der Kampf mit dem Teufel auf dem Fernsehsender Phoenix gezeigt.
Im Jahr 2007 erschien der Film außerdem unter dem Titel Martin Luther auf DVD.

## Medien
- DVD: Martin Luther – Hänssler-Verlag